# سنت-آن-دو-سورل، کبک
سنت-آن-دو-سورل (به فرانسوی: Sainte-Anne-de-Sorel) شهری در منطقه شهری پیر-دو-سورل ناحیه مونترژی در استان کبک کانادا است. در سرشماری سال ۲۰۱۱ این شهر ۲٬۸۰۱ نفر جمعیت داشته‌است و مساحت آن ۳۶٫۵۱ کیلومتر مربع است.